# Bindhádéví Bhandárí
Bindhádévi Bhandári, (nepáli írással विद्यादेवी भण्डारी (1961. június 19.) nepáli politikus, 2015-2023 között az ország elnöke. Ő volt az első nő, aki ezt a tisztséget betöltötte. 2015. október 28-a, államelnöké választása előtt a Nepáli Kommunista Párt alelnöke és a Nepáli Nőszövetség elnöke volt. A parlamenti szavazás során 327 szavazatot szerzett a lehetséges 549-ből. Korábban a nepáli kormány védelmi minisztere volt.

## Fordítás
- Ez a szócikk részben vagy egészben  a   Bidhya Devi Bhandari című angol Wikipédia-szócikk ezen változatának fordításán alapul.  Az eredeti cikk szerkesztőit annak laptörténete sorolja fel. Ez a jelzés csupán a megfogalmazás eredetét és a szerzői jogokat jelzi, nem szolgál a cikkben szereplő információk forrásmegjelöléseként.